# Білорусько-польське двовладдя в Мінську
Білорусько-польське двовладдя в Мінську установилось на кілька днів наприкінці Першої світової війни після того, як розброєні більшовицькі війська евакуювались з міста 19 лютого 1918 і й до його взяття німецькою армією 21 лютого. 
За цей час проявили активність польські та білоруські добровольчі воєнізовані формування. Вперше в історії на будівлі державної адміністрації Мінська замайорів, хоча й на мить, біло-червоно-білий прапор як стяг білоруської державності. 

## Передумови
На початку ХХ століття Мінськ перебував у складі Російської імперії. У 1914 році спалахнула Перша світова війна, у котрій Росія виступила противником Центральних держав. Білорусь опинилася одним із головних театрів бойових дій, а саме місто стало прифронтовим. Війна, серед інших причин, призвела революції 1917 року й тривалої боротьби за владу. Унаслідок Жовтневого перевороту Мінськ став адміністративним центром більшовицького обласного виконавчого комітету Західної області і фронту (Облвиконком). Це адміністративно-територіальне утворення, очолюване вірменином Олександром М'ясниковим, постало завдяки зусиллям радянських військ. В органах влади Облвиконкому не було місцевого населення, а в керівництві — жодного білоруса. Водночас в Мінську утворювалися та діяли інші політичні і національні рухи, які прагнули здобути владу, насамперед, білоруські та польські.

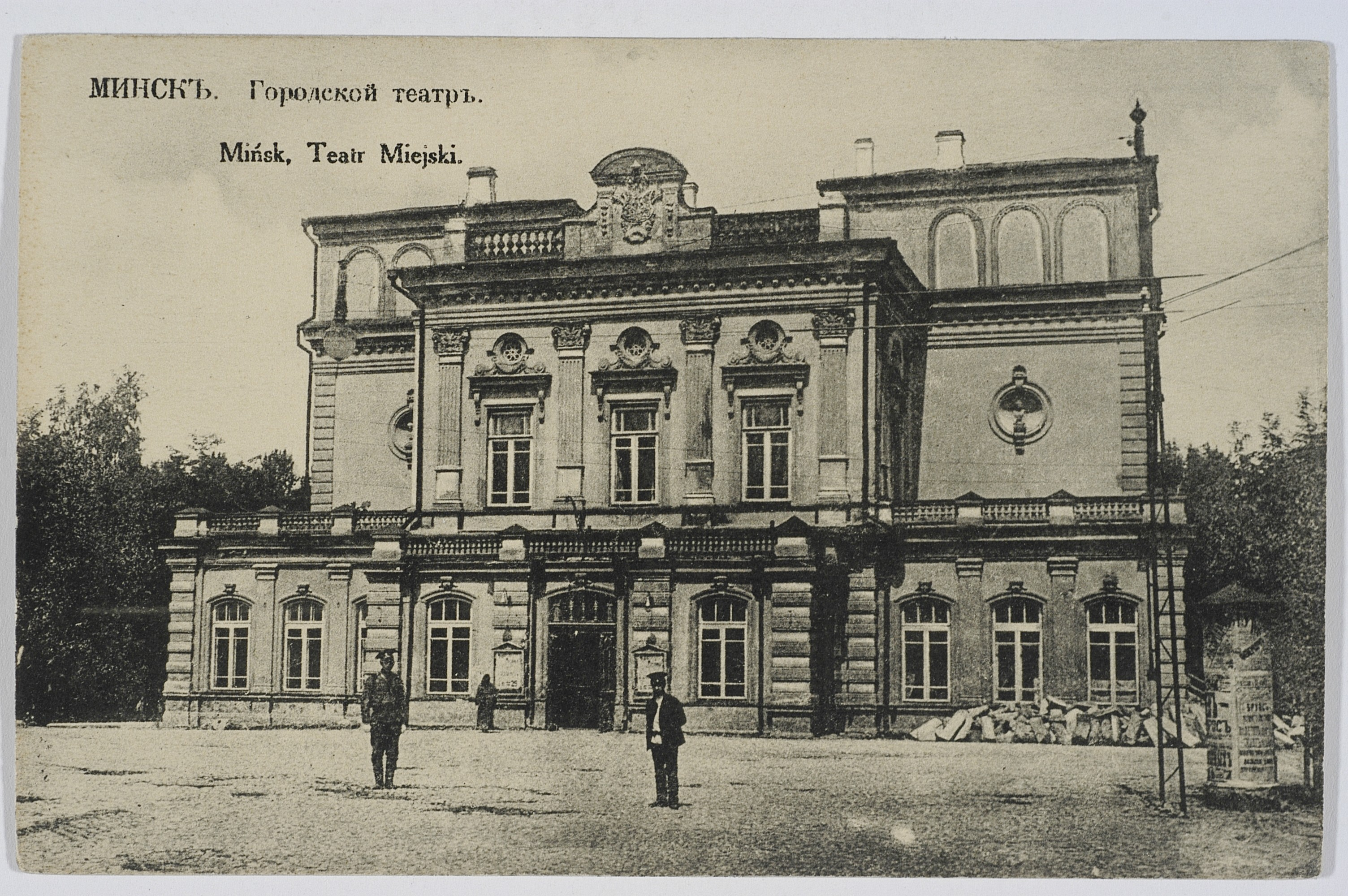
Будівля Мінського міського театру, в приміщеннях якого проходило зібрання Першого всебілоруського конгресу

У грудні 1917 року в Мінську відбувся Перший Всебілоруський з'їзд. Він проходив у піднесеній, патріотичній атмосфері, адже представникам численних білоруських організацій вперше упродовж багатьох століть випав шанс самим визначити майбутнє власного краю. Попри легальність з точки зору більшовицької влади, РНК Західної області і фронту в ніч на 18 грудня 1917 за допомогою військ розігнав конгрес. Тим не менш, він встиг незадовго до розпуску ухвалити рішення про створення білоруських військових загонів за допомогою Центральної Білоруської Військової Ради (ЦБВР) під керівництвом поручника Костянтина Єзовітова. З керівників конгресу була сформована Рада Всебілоруського з'їзду, котра оголосила себе виконавчим органом і залишила за собою право репрезентації білоруського національного руху. Раді підпорядковувалася низка організацій, зокрема ЦБВР. Втім, вона не мала реальної влади і діяла в опозиції до Облвиконкому, що утримував Мінськ під своїм контролем. В січні-лютому 1918 року більшовики розпустили ЦВБР та арештували її керівництво.
Паралельно з білоруськими національними об'єднаннями в Мінську розвивалися організації і структури, пов'язані з польським рухом. У травні 1917 було утворено Польську Раду Мінської землі (пол. Rada Polska Ziemi Mińskiej), котра згуртувала різні польські організації Мінщини і мала на меті виконувати роль органу самоврядування польської громади. Спершу Рада підтримувала національні прагнення білорусів, висловлюючись за надання Білорусі статусу автономії у складі демократичної та федеративної Російської республіки, одночасно вимагаючи гарантування прав польської меншини. Після Жовтневого перевороту ПСМЗ визнала більшовиків головною загрозою і, не бачачи реальних шансів для створення незалежної білоруської держави, стала висловлюватися за пряме входження Мінщини до складу Польщі. Поряд з цивільними структурами в Мінську діяли польські загони і організації військового характеру. Так, 24 липня 1917 року був створений I Польський корпус, який наприкінці 1917-початку 1918 років нараховував в Білорусі до 50 тисяч солдатів. Його укомплектувати бійці російської армії польського походження, що служили на Північному і Західному фронтах. Також у майбутній білоруській столиці з жовтня 1917 по січень 1918 працювала створена місцевими мешканцями мілітаристська Польська Варта Громадянська (пол. Polska Straż Obywatelska). Після роззброєння її більшовиками ПСМЗ вирішила продовжити навчання її членів у підпіллі.
9 лютого 1918 року Центральні держави, що протистояли Росії в Першій світовій війні, уклали Брест-Литовський договір з Українською Народною Республікою і видали більшовикам ультиматум з вимогою про термінове підписання мирної угоди на їх умовах. Більшовики категорично відкинули ультиматум, внаслідок чого 18 лютого Німеччина і Австро-Угорщина розгорнули наступ вглиб Східного фронту на білоруському напрямку. Увечері того ж дня німецькі частини зайняли Молодечно, що за 65 км від Мінська. Стало очевидним, що німці досягнуть білоруської столиці упродовж декількох днів.

## Хід подій

### Евакуація більшовиків

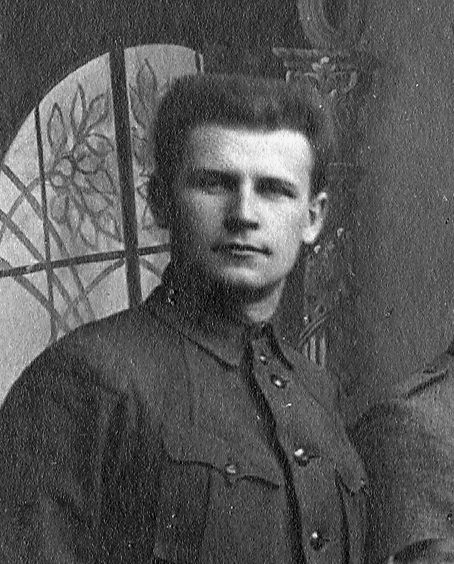
Білоруський комендант Мінська Костянтин Єзовітов

Після появи звісток про початок німецького наступу, більшовики стали готуватись до оборони Мінська. Так, Виконавчий комітет Ради Народних Комісарів Західного фронту заявив, що буде захищати і охороняти цілісність і безпеку народної влади. Утім, радянське командування було вже не в спромозі зупинити відступ своїх військ, ослаблених постійними демобілізаціями і деморалізованих пацифістською агітацією самих більшовиків. У таких умовах на засіданні в ніч з 18 на 19 лютого Рада Народних Комісарів ухвалила постанову не давати відсічі німецькій армії і відвести вояків до Смоленська. Евакуація більшовиків відбувалася в поспіху та хаосі, возами-кіньми, машинами й саньми. Особливі труднощі відчували більшовицькі комісари, яких ще близько полудня мінські залізничники вирішили не випускати з міста.
Серйозне занепокоєння також відчували мешканці Мінська. Втеча більшовиків нагадувала їм відступ царської армії 1915 року, що особливо лякало військових біженців. З іншого боку, панувало побоювання щодо деморалізованих більшовицьких підрозділів, які, йдучи на схід, палили і грабували населені пункти, що траплялися шляху (так сталося, зокрема, з Койдановим — сучасним Дзержинським). З'явилися плітки, що буцімто до міста наближаються голодні, дикі та безладні групи більшовицьких солдатів, переможених I Польським корпусом під Осиповичами. Це страхало мінських поляків. Будучи переконаними, що більшовики розглядають їх як потенційних ворогів, вони боялися помсти з їх боку за поразку в боротьбі з польським збройними формуваннями. В ніч з 18 на 19 лютого польські розвідники перехопили вимогу головнокомандувача Західного фронту Олександра М'ясникова, який закликав до боротьби з ворогами революційної влади. 19 лютого голова мінського гарнізону Лисаков видав свою останню вимогу із закликом до остаточної розправи з поляками.

### Підготовка білорусів і поляків

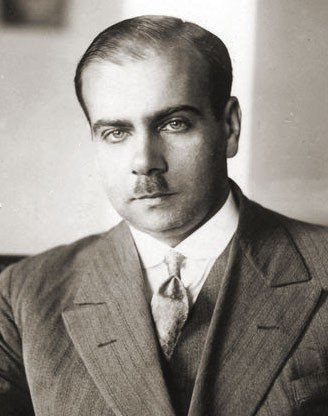
Польський комендант Мінська Ігнатій Матушевський «Топур»

19 лютого близько полудня новина про наближення до Мінська німецьких підрозділів дійшла до шести ув'язнених членів ЦБВР. Користуючись загальним хаосом, вони втекли з тюрми, в якій були ув'язнені, після чого близько 14 години зустрілися в будинку публіциста Антона Левицького. Годиною пізніше розпочалося надзвичайне засідання Виконавчого комітету ЦБВР. Його учасники ухвалили рішення про взяття контролю над містом і передачу влади Раді Всебілоруських зборів. Костянтина Єзовітова, керівника військової ради, члени зборів призначили білоруським комендантом Мінська. Незалежно від білорусів до активних дій готувалися і поляки. О 16 годині у квартирі шевця Доброщиця зустрілися польські військові діячі, пов'язані з Польською Організацією Військовою та I Польським корпусом. Спочатку це була група з 4 осіб, в числі яких був капітан Ігнатій Матушевський, до 19 години кількість її членів збільшилася до семи осіб. Вони ухвалили рішення провести наступальну акцію проти більшовиків. Посаду польського коменданта міста обійняв Ігнатій Матушевський, відомий під псевдонімом Топур.
Для білоруських національних діячів «звільнення Мінська» мало особливе значення, тому що він вважався головним політичним центром краю і планованим місцем перебування уряду їх майбутньої республіки. Поляки в свою чергу вважали більшовицьку владу загрозою. Однак, з точки зору польського історика Дар'юша Тарасюка, ці акції могли здійснюватися в основному в пропагандистських цілях. Сприяв дезорганізації більшовиків і той факт, що в місті панувало безвладдя. Разом з тим кількісне переважання більшовиків над білоруськими та польськими військовими загонами було доволі значним. Останні мали у своєму розпорядженні близько 13 тисяч добре озброєних бійців, хоча більшість із них перебували на залізничних вокзалах і були охоплені втечею. Частину більшовицьких сил становили розсіяні по місту групи дезорієнтованих дезертирів. Поляки, найбільш ймовірно, нараховували 343 військовослужбовців, озброєних 27 кулеметами, хоча в менш авторитетних джерелах зустрічаються цифри від декількох десятків до 1600 осіб. Білоруси натомість могли скористатися тільки швидко сформованими групами військових і профспілчан, зокрема залізничників і телеграфістів. Другим чинником ризику для поляків залишалась та обставина, що акція не була узгоджена з командувачем I Польського корпусу генералом Юзефом Довбор-Мусницьким.

### Військові дії 19 лютого
О 21 годині на вулицях Мінська з'явилися перші білоруські та польські загони, які діяли незалежно один від одного. Їх першою метою стало здобуття зброї шляхом роззброєння присутніх в місті більшовиків. Ті, незважаючи на значну чисельну перевагу, не чинили значного опору військовим, які їх роззброювали. За даним польського солдата Мельхіора Ваньковича, навіть трапився випадок, коли 5 поляків роззброїли загін зі 150 червоноармійців. О 21:00 поляки зайняли склад зброї на Скобелівській вулиці, що дозволило озброїти ще 200 польських добровольців. Під час акції відбувалися лише невеликі сутички і перестрілки, а реальну відсіч дали тільки близько 100 червоногвардійців. До білоруських і польських формувань почали масово приєднуватися нові добровольці. Поляки встановили контрольні пости в основних точках міста, організували також малі, але мобільні патрулі. Їх швидке переміщення мало на меті створити серед супротивників враження, що до міста прибули численні польські війська. Одночасно, з метою налякати ворога, поширювалися плітки про вхід до Мінська загонів I Польського корпусу.
Тим часом білоруси близько 21:15 зайняли арсенал на Московській вулиці, о 21:20 — Будинок губернатора, а о 21:25 увірвалися через головний вхід до готелю «Європа», де розташовувалася штаб-квартира більшовицького Виконавчого комітету Західної області, ЧК й штаб Червоної гвардії. Карл Ландер та інші комуністичні діячі високого рівня були змушені втікати через задні двері приміщення. Білоруси зробили ще одну спробу перешкодити їм на залізничній станції за допомогою її працівників, потім намагалися підірвати захоплений ними поїзд, внаслідок чого два вагони перевернулися, а вагон Карла Ландера зійшов з рейок. Про події того вечора радянський партійний діяч згодом згадував:
Блокування залізничної лінії призвело до того, що на станціях зібралась велика кількість більшовицьких військових одиниць, які поверталися з фронту і входили до Мінська. З'явилася реальна загроза, що солдати в розпачі можуть залишити транспорт і ввійти у місто або обстріляти станцію за допомогою артилерії та кулеметів. Тому залізничники після півночі розблокували рейки і радянські партійні діячі змогли евакуюватися з міста на схід. О 22 годині білоруси скупчили більшість своїх сил в околицях Соборної площі (нині площа Свободи) і послали в місто машини з патрулями, які інформували жителів про взяття влади Виконавчим комітетом Ради Всебілоруського з'їзду. Годиною пізніше почали надходити рапорти про роззброєння білоруських загонів і одиничних осіб поляками «вкрай обурливим» способом. Близько опівночі польські військовики відібрали у білорусів арсенал на вулиці Московській. На вулицю, незважаючи на пізню пору, вийшли натовпи містян, щоб особисто спостерігати за перебігом подій.

### Політичні дії 19 лютого

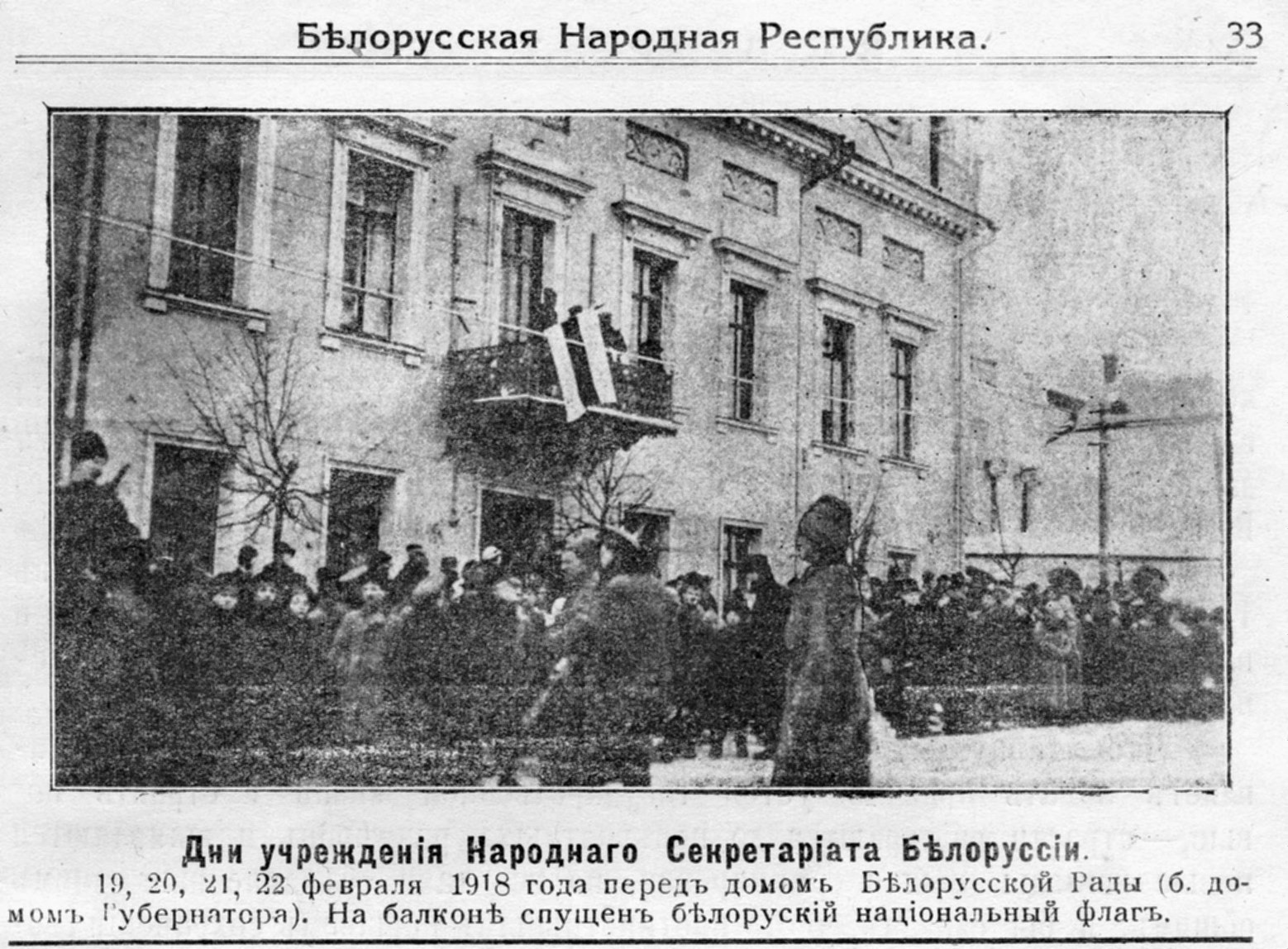
Білоруський прапор на Будинку губернатора 19-22 лютого 1918 року

Одночасно з військовими діями білоруси і поляки взялись за створення в Мінську своїх політичних адміністрацій. Незалежно один від одного були створені Білоруська і Польська комендатури, які конкурували між собою і намагалися підпорядкувати одна одній. Польська комендатура заявила, що її метою є охорона порядку в місті та забезпечення безпеки не тільки поляків, але і всіх мешканців. Вона розповсюдила заклик до більшовицьких солдатів, щоб ті мирно покинули місто. Проте її організаційні заходи і робота носили хаотичний і неорганізований характер. За словами Стефана Жарнецького, який в той час перебував у її штаб-квартирі, в комендатурі панував незвичайний безлад (…) ні з ким було розмовляти.
Найбільш амбітні політичні рішення ухвалили білоруси. Виконавчий комітет Ради Всебілоруського з'їзду, який раніше видав вимогу отримати контроль над містом, збирався перетворитися на уряд, який буде представляти все суспільство білоруських земель. У зв'язку з цим білоруське керівництво прийняло постанову про кооптацію до свого складу 27 представників Мінська, 9 — з провінції, по 10 представників міських рад і земств, а також 15 делегатів від національних меншин: 7 євреїв, 4 поляків, 2 росіян і по одному українцю та литовцеві. Виконком Ради Всебілоруського з'їзду 19 лютого 1918 року видав наказ № 1, де зазначалось, що він «взяв владу в свої руки». О 22 годині Будинок губернатора був перетворений на штаб-квартиру Ради, а на його балконі вивісили біло-червоно-білий прапор. Це був перший випадок в історії, коли цей стяг потрапив на будівлю державної адміністрації в Мінську.

### Події 20 лютого

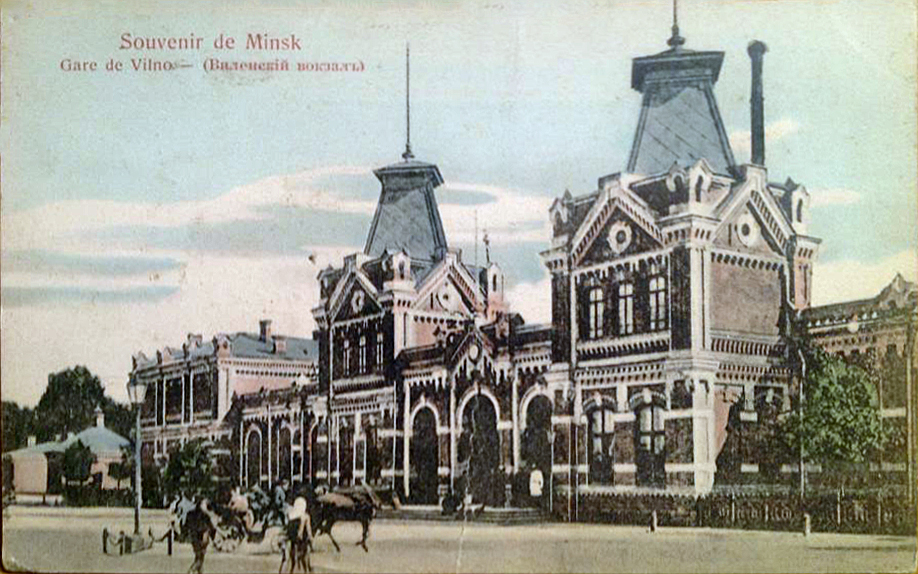
Мінський вокзал, який перебував у польській зоні міста

З перебігом подій відносини між білоруськими і польськими формуваннями ставали все більш напруженими, доходило до випадків відкритого застосування зброї. Проте, сторони зуміли уникнути непотрібної конфронтації, і 20 лютого було укладено формальну угоду між білоруською та польською комендатурами. Швидко з'явився спільний заклик, який передбачав співпрацю для наведення порядку в місті. Мінськ розділили на 2 зони. Білоруси отримали контроль над північно-західною частиною, в якій розташовувалися Соборна площа, Будинок губернатора і готель «Європа», а поляки зайняли Південно-східну частину. Останні близько полудня тимчасово заволоділи низкою вулиць. О 15 годині поляки захопили вокзал, а біля електростанції, на Залізничному мості і на казармовій площі відбулося кілька кривавих сутичок з більшовиками. Було утворено перший Білоруський полк під керівництвом І. Рачкевича, кінні загони очолили Німкевич і Медведєв. Однак, як білоруські, так і польські патрулі в місті залишались нечисленними. Загони були ослаблені і втомлені в результаті акції, яка тривала вже кілька десятків годин, а також через 12-градусний мороз. Тим часом серед мирного населення панував ентузіазм, життя проходило без змін. Безперешкодно працювали магазини, випускалися щоденні газеті.
Однак, крім формального білорусько-польського договору, мали місце різного роду інциденти, які збільшували напруженість. Білоруси мали слабкі військові сили, що приваблювало поляків до порушення договору і вичавки тих із зайнятих місць. Іншою причиною непорозумінь стали випадки, коли білоруси озброювали осіб, яких поляки раніше вважали більшовиками і роззброїли. На думку історика Олега Латишонка, мабуть, відбувалися навіть прості сутички між білоруськими і польськими солдатами. Обидві сторони боялися входу до міста інших більшовицьких загонів, які поверталися на схід. Одночасно з цим поляки очікували, що I Польський корпус встигне увійти в місто швидше німецьких частин. В ніч з 19 на 20 лютого польська сторона заявила, що буде забезпечувати порядок на час приходу військ генерала Довбор-Мусніцкого, а також висловила сподівання, що їй підкоряться всі національні організації. Це викликало глибоке обурення білоруської сторони, яка вважала I Польський корпус прямою загрозою для своєї влади. Білоруси вислали полякам запит щодо повноважень їх дій і одночасно з цим покликали на допомогу білоруські загони з Вітебська. Коли з'ясувалося, що чекати допомоги не доведеться, вислали залізничний ешелон до 4-го корпусу з Румунського фронту.
20 лютого 1918 Рада Всебілоруського з'їзду продовжила створювати білоруські державні структури в Мінську. Розширений днем раніше Виконавчий комітет оголосив себе вищим органом влади в країні — білоруським крайовим представництвом. Призначений Виконкомом Ради Всебілоруського з'їзду комендант Мінська Констянтин Єзовітов видав наказ № 1 по гарнізону про те, що німецька армія повинна побачити спокійне мирне населення, яке не хоче війни. У пункті 2 наказу йшлося про введення в місті воєнного стану.

### Події 21 лютого

Прийнята Перша Статутна грамота

Близько опівночі в ніч з 20 на 21 лютого польським військовим в Мінську прийшла новина, що керівництво I Польського корпусу відіслало їм на допомогу два офіцерські легіони, які налічували близько півтисячі людей. Поляки, відчуваючи, що їх позиція в місті посилиться, 21 лютого о 4 годині ранку зайняли Варшавський (Олександрівський) вокзал, який розташовувався в межах білоруської зони. Однак, ні I Польський корпус, ні білоруський 4-й корпус не встигли підійти до Мінська раніше німецьких частин.
21 лютого Виконавчий комітет Ради I Всебілоруського з'їзду видав Першу статутну грамоту до народів Білорусі, в якій оголосив себе тимчасовою владою. Посилаючись на право народів на самовизначення, автори грамоти стверджували, що влада в країні повинна формуватися на основі волі народів, що її населяють. Цей принцип повинен був здійснюватися шляхом демократичних виборів у Всебілоруський Установчий Сейм. Виконком Ради створив свій уряд — Народний Секретаріат Білорусі, а його головою призначив поета і журналіста Язепа Варонка. У грамоті не згадувалося ні про незалежність чи автономію, ні про потребу залишатися у складі федеративної Росії. Акцентувалась увага лише на реалізації здобутків революції та вирішенні соціальних питань. Текст юридичного акту білоруською та російською мовами розклеїли по всьому Мінську. Мінські поляки не визнали нового білоруського уряду. Польська рада Мінської землі повністю проігнорувала білоруські державницькі заходи.
Тим часом об 10 годині ранку в місто увійшов передовий загін німців, а незабаром після нього й інші війська. Реакція на їх прихід була неоднозначною, переважно обережною. Німців особливо сильно вітали мінські євреї. Польська рада Мінської землі прийняла постанову вітати їх формально і холодно, без демонстрації симпатії. Поляки разом з представниками білоруських правих організацій сформували вітальну делегацію, до складу якої з польської сторони увійшли Є. Івашкевич, І. Віткевич, і С. Нагурський, а з білоруської сторони — Роман Скірмунт і Павло Алексюк. Німці запевнили їх, що ввійшли в місто на прохання генерала Довбор-Мусніцкого. Білорусько-польські делегати визнали це малоймовірним, однак після деяких сумнівів вирішили передати німцям владу над містом, а остаточне рішення залишили керівнику I Польського корпусу.

## Результати
Поляки, заволодівши більшою частиною Мінська і змусивши білорусів перейти до оборони, не змогли політично використати цю акцію. Частина з них висловлювала задоволення приходом німців і вважала більшовиків набагато більшою загрозою. Інша частина залишалась переконаною, що нова окупація буде черговим ударом для польської ідентичності Мінської землі. Втрати з польської сторони в результаті акції були невеликими — загинув 1 офіцер і кілька солдатів, 17 людей отримали поранення.
Білоруські дії не мали реального результату, оскільки вся влада в Білорусі опинилася у руках німецької армії. 22 лютого її командири наказали польським підрозділам покинути Мінськ, а білоруським — скласти зброю. Німці відмовилися визнавати білоруський уряд, зайняли штаб-квартиру Народного Секретаріату, реквізували його майно і грошові засоби, скинули з будівель білоруські національні прапори та заборонили чиновникам покидати місто. Втім, вже наприкінці лютого розпочались переговори між білоруськими активістами й німецькою військовою адміністрацією, внаслідок чого остання визнала уряд Воронка представником всього білоруського населення. Секретаріату дозволили вести легальну діяльність на території Мінщини, головним чином у царині створення місцевої адміністрації, шкільництва і видавничої справи.
Події в Мінську 19-21 лютого 1918 стали одним із перших реальних успіхів представників білоруського національного руху, а також одним із перших випадків, коли білоруські військові формування виявили ініціативу, почали боротьбу і досягли певних успіхів. Політичні рішення, які тоді були ухвалені — створення першого білоруського уряду, Народного Секретаріату — зробили свій внесок у формування білоруської державності. Наслідком цього стало проголошення незалежності Білоруської Народної Республіки 25 березня 1918 року.
З перших днів німецької окупації підпільну діяльність розгорнули радянські організації. 28 лютого 1918 року в Мінську з ініціативи групи більшовиків відбулися нелегальні збори, на якому комуністи обрали Мінський підпільний комітет, реорганізований в квітні 1918 в Мінський підпільний районний комітет РКП (б). У декларації «До білоруських робітників і селян», ухваленій 14 квітня 1918 року, II з'їзд Рад Західної області кваліфікував проголошення незалежності БНР як контрреволюційну акцію, а тих, хто домагався реалізації її державного суверенітету як «ворогів радянської соціалістичної влади». Головним змістом тактики більшовиків продовжили залишатися силові методи боротьби.